# Октацианомолибдат(IV) калия
Октацианомолибдат(IV) калия — неорганическое соединение,
комплексная соль калия, молибдена и синильной кислоты с формулой K4Mo(CN)8,
растворяется в воде,
образует кристаллогидраты.

## Физические свойства
Октацианомолибдат(IV) калия образует кристаллы.
Растворяется в воде.
Образует кристаллогидрат состава K4Mo(CN)8•2H2O —
ромбическая сингония,
пространственная группа P mnb,
параметры ячейки a = 1,170 нм, b = 1,655 нм, c = 0,868 нм, Z = 4.